# Untenrum frei
Untenrum frei ist der Titel eines feministischen Sachbuches der Autorin Margarete Stokowski. Die erste Auflage erschien 2016 im Rowohlt Verlag.

## Inhalt
Der Titel bezieht sich auf einen Ausspruch Stokowskis: „Wir können untenrum nicht frei sein, wenn wir obenrum nicht frei sind. Und andersrum.“ Mit „untenrum frei“ meint Stokowski Freiheit im sexuellen Sinne, um begehren zu können, was man will. „Obenrum frei“ bedeute für Stokowski Freiheit im politischen Sinne, nämlich frei von einengenden Rollenbildern, Normen und Mythen. Für Stokowski bedeute Feminismus, dass alle Menschen unabhängig von ihrem Geschlecht, ihrer Sexualität und ihrem Körper dieselben Rechte und Freiheiten haben sollen. Es gehe sowohl um die „kleinen, schmutzigen Dinge“, über die man nicht spreche, als auch um die großen Machtfragen, die auch nicht besprochen würden. Beides – „untenrum“ und „obenrum“ – hänge aber zusammen.
Diese Zusammenhänge werden in sieben Kapiteln beschrieben. Innerhalb der einzelnen Kapitel verknüpft Stokowski Aussagen von namhaften Philosophen mit Alltag, eigenem Erleben, gesellschaftlichen Strukturen, Popkultur und Philosophie. Davon zeugen auch der umfangreiche Literaturteil und die Anmerkungen.
Viele Beispiele zeigen die Zusammenhänge auf. So thematisiert sie am Anfang des Buches, warum sie als Vierjährige nach einem Fahrradunfall zwar die Schmerzen an den Händen, nicht aber die Schmerzen im Schritt benennen konnte, und leitet daraus ab, dass schon Vierjährige gesellschaftliche Tabus kennen. Auf der anderen Seite gebe es genügend Männer, die ein Dickpic verschicken. Auf der männlichen Seite existiere das Tabu der Benennung und Zurschaustellung von Geschlechtsorganen deutlich seltener.
Die Autorin weist auf die Wirkmacht von Schönheitsidealen hin, denen bereits pubertierende Mädchen unterliegen, und sieht die Ursachen dafür in gesellschaftlichen Strukturen. Stokowski zitiert in diesem Zusammenhang Simone de Beauvoir: „Man wird nicht als Frau geboren, man wird es.“ Bereits kleinen Mädchen werde rosa Glitzer angeboten, während Jungen den Bagger bekämen. Kindern würden von klein auf Geschlechtsstereotype vorgelebt. Selbst erwachsene Frauen könnten sich nicht einfach davon befreien, das sei harte Arbeit.
Breiten Raum nimmt die Sexualität ein; die gesellschaftliche Erörterung kreise um männliche Befriedigung, während weibliches Begehren im öffentlichen Diskurs kaum vorkomme. Selbst in Publikationen, die sich an Teenager richten, werde Sexualität häufig mit dem Ziel dargestellt, männlicher Befriedigung zu dienen. Wie weibliche Befriedigung erzielt werden könnte, werde sehr selten thematisiert. Stokowski fragt, wie junge Frauen unter diesen Umständen eine gute Sexualität erlernen sollten. Ein wichtiges Mittel dazu sei die „Poesie des ‚Fuck you‘“. Sie helfe dabei, Ungerechtigkeiten nicht mehr schweigend wegzulächeln, sondern klar zu benennen. Das könne schockieren, sei aber notwendig, um Änderungen hervorzurufen.

## Rezeption
Miriam Zeh meinte im Deutschlandfunk, das Buch sei ein politisch-feministischer Essay darüber, wie es ist, im Nachwendedeutschland als Mädchen aufzuwachsen. Es analysiere Mythen und Tabus über Sex und verknüpfe diese mit politischen Freiheiten.
In der Frankfurter Rundschau schrieb Marie-Sophie Adeoso, Untenrum frei sei das feministische Buch der Stunde. Stokowski verknüpfe persönliche Erfahrungen mit gesellschaftlichen Strukturen und finde kluge, berührende, aber auch ernsthafte und wütende Worte dafür, dass Gleichberechtigung noch lange kein abgeschlossenes Projekt sei. Dabei komme das Buch nie verbittert oder verbissen daher.
In der Welt stellte Jana Hensel fest, dass junge Autorinnen große Aufmerksamkeit auf sich ziehen und man dies auch am Buch von Stokowski sehe. Hensel fand, dass das Buch durch die persönlichen Erfahrungen der Autorin stark sei, aber auch die übrigen Teile des Buches „Tagesgeschäft auf höchstem Niveau“ seien.
Sally-Charell Delin vertrat in der Frankfurter Rundschau die Auffassung, in dem Buch gehe es um Feminismus, um die kleinen Erfahrungen und Kämpfe, die jede Frau auch heute noch führen müsse. Es gehe um die unscheinbaren Dinge, die man nicht sofort erkennt, so beispielsweise, dass Frauen und Männern immer noch bestimmte Eigenschaften zugeschrieben werden, was Frauen oft in eine Rolle presse.
Anja Kümmel schrieb auf Zeit Online, dass das Buch keine Revolution des Feminismus sei, aber anschaulich die Mechanismen sexueller Unterdrückung entlarve. Stokowski zeige die Zusammenhänge zwischen Kapitalismus und Sexismus auf.
Laut Christine Tangler im Standard führt Stokowski anhand autobiografischer Erzählungen, philosophischer Streifzüge und popkultureller Exkurse ihren „LeserInnen vor Augen, wie sexuelle und politische Freiheit zusammenspielen“.
Laura Maginot schrieb 2025 in der Brigitte: „Mittlerweile ein Klassiker der feministischen Lektüre, es lässt sich nicht anders sagen.“

## Ausgaben
- Untenrum frei. Rowohlt Verlag, Reinbek bei Hamburg 2016, ISBN 978-3-498-06439-6.